# Варін Чамрап (район)
15°12′09″ пн. ш. 104°52′03″ сх. д. / 15.2025° пн. ш. 104.8675° сх. д.
Варін Чамрап (тай. วารินชำราบ) — район (ампхе) у західній частині провінції Убонратчатхані на північному сході Таїланду (Ісан).

## Географія
Сусідніми районами є (з півночі за годинниковою стрілкою) Муанг Убон Ратчатхані, Саванг Віравонг, На Яя, Дет Удом, Самронг провінції Убон Ратчатхані та Кантараром провінції Сісакет.
Важливим водним ресурсом є річка Мун. Варін Чамрап розташований лише за 2 кілометри (1 милю) від Убон Ратчатхані, між якими проходить річка Мун.

## Історія
У 1913 році район було перейменовано з Таксин Убон (ทักษิณอุบล) на Варін Чамрап.

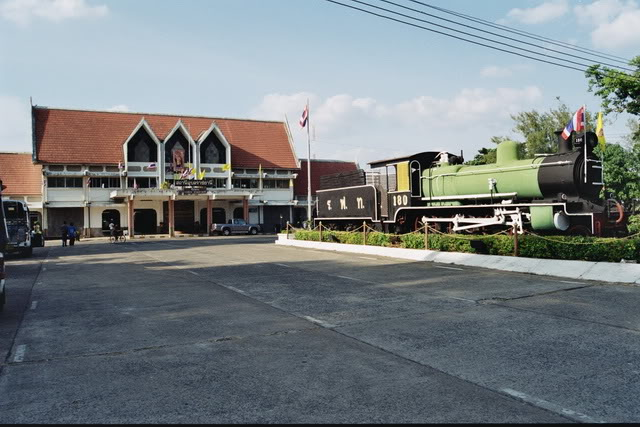
Залізнична станція Убонратчатхані

З 1938 року Варін Чамрап є східною кінцевою станцією північно-східної залізничної лінії від центральної залізничної станції Бангкока Хуа Лампхонг до залізничної станції Накхонратчасіма.

## Освіта

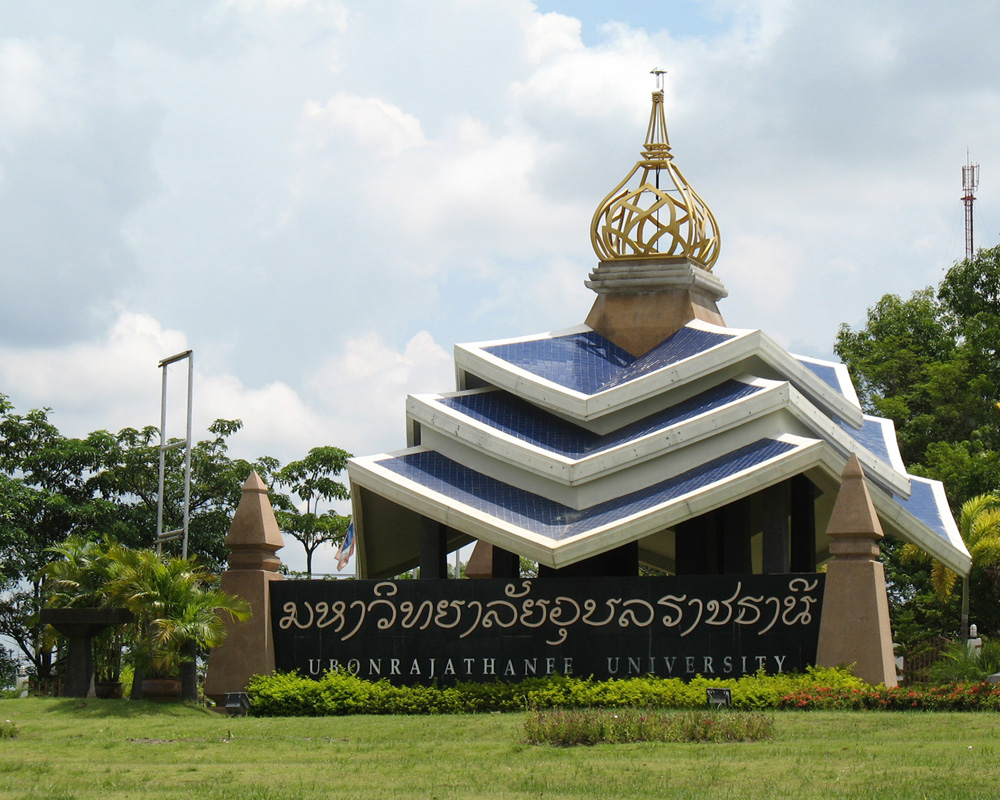
Ворота університету Убонратчатхані

Університет Убонратчатхані знаходиться в окрузі Варін Чамрап.

## Адміністрація
Район поділений на 16 підрайонів (тамбони), які далі поділяються на 185 сіл (мубани). Місто Варін Чамрап включає однойменний район. Також є два селища: Саен Сук, яке знаходиться в районі Саен Сук, і Хуай Кха Юнг, що розташоване в частині району Хуай Кха Юнг. Окрім того, існує ще 15 районних адміністрацій.